# منتخب بولندا لكرة السلة 3x3
منتخب بولندار لكرة السلة 3x3 هو منتخب بولندا الوطني في رياضة كرة السلة 3×3، يدار من قبل الاتحاد البولندي لكرة السلة.